# 2022 WJ1
2022 WJ1 (C8FF042) — невеликий, безпечний навколоземний астероїд або метеороїд приблизно метрового розміру, який увійшов в атмосферу Землі 19 листопада 2022 року о 08:27 UT в Південному Онтаріо, Канада, над регіоном Золота Підкова, на південний захід від Торонто. Метеорити були виявлені метеорологічним радаром у темній фазі польоту.

## Відкриття
Астероїд виявив Девід Ранкін з обсерваторії Маунт-Леммон під час звичайних спостережень огляду Маунт-Леммон. Перше зображення було зроблено за три години до зіткнення із Землею, о 04:53 UT, коли астероїд перебував на відстані 128,5 тис. км від Землі (0,000859 а.о. або третина відстані до Місяця).
Це зіткнення стало шостим успішно передбаченим падінням астероїда на Землю. Зі стандартною величиною 33,6 цей астероїд став найменшим серед відкритих у космосі.

## Зіткнення
Передбачається, що падіння метеорита відбулося вздовж південного берега озера Онтаріо, від східного району Грімсбі до Ніагара-он-да-Лейк, при цьому більшість метеоритів впали у воду. Більші фрагменти мали впасти далі на схід. Під час темної фази польоту метеорологічні радари реєстрували метеороїд на висотах від ~15 км до 850 метрів. Метеорити повинні мати свіжу чорну кору синтезу. Більшість фрагментів, які можна знайти, матимуть вагу близько 5 грамів і розмір із копійку. Основна маса може бути розміром з футбольний м'яч і розташовуватися між Порт-Веллером і Вергілієм.
Падіння звичайного хондритового метеорита вже спостерігалося в Грімсбі 26 вересня 2009 року о 01:03 за UT. Було знайдено 13 метеоритів загальною вагою 215 грамів (основна маса становила 69 грамів). Падіння 2009 року мало площу розсіювання розміром 8 х 4 км.
Центр малих планет зазначив, що зіткнення метеороїда з земною атмосферою сталося над Брантфордом. У результаті звуковий удар було чутно, в основному, в Гамільтоні, тоді як вогняну кулю було видно спостерігачам на території Великого Торонто та аж до штатів США Меріленд, Огайо, Пенсільванія та Нью-Йорк.

## Орбіта
Астероїд належав до групи Аполлона. Він наближався до перигелію і мав пройти його в середині грудня, але зіткнувся із Землею. Перед тим астероїд пройшов перигелій у травні 2020.

Анімація руху навколо Сонця
·
Земля·
Марс·
Сонце